# Chudeřín (Nové Sedlo)
Chudeřín je malá vesnice, část obce Nové Sedlo v okrese Louny. Nachází se asi 2,5 kilometru západně od Nového Sedla. Chudeřín je také název katastrálního území o rozloze 1,64 km².

## Historie
Krajina v okolí Chudeřína byla osídlena již v pravěku. Archeologický výzkum v prostoru pískovny provedený v letech 1997–1998 prozkoumal okrouhlou mohylu lokalizovanou metodou letecké archeologie. Mohyla měla průměr 9,4 a vymezoval ji úzký žlab. Uvnitř se nacházel mužský hrob z období kultury se šňůrovou keramikou. Ve výbavě hrobu byla amfora, pohár, amulet s ametystem, kamenný sekeromlat a čepel. Dále byla prozkoumána tzv. dlouhá mohyla ze staršího eneolitu s kostrovým hrobem muže, u kterého byl nalezen džbánek a hroty šípů. Další nálezy dokládají osídlení okolí lidem kultury s lineární keramikou, únětické kultury a poprvé na území Česka také půdorysy dvou domů kultury s kanelovanou keramikou.
První písemná zmínka o obci pochází z roku 1313, kdy se zde uvádí vladyka Sulislav z Chudeřína. V 16. století patřil Chudeřín Danielu z Michalovic, synu žateckého císařského rychtáře, a dále Lobkovicům a Valdštejnům. Po bitvě na Bílé Hoře získali v roce 1623 Chudeřín chomutovští jezuité a po třicetileté válce byl do zrušení patrimoniální správy připojen ke statku Nové Sedlo.

## Obyvatelstvo
Při sčítání lidu v roce 1921 zde žilo 90 obyvatel (z toho 43 mužů), z nichž bylo dvanáct Čechoslováků a 78 Němců. Kromě čtyř lidí bez vyznání byli římskými katolíky. Podle sčítání lidu z roku 1930 měla vesnice 116 obyvatel: 51 Čechoslováků a 65 Němců. Kromě jednoho člena církve československé a dvou lidí bez vyznání se ostatní hlásili k římskokatolické církvi.
|                                                                          | 1869 | 1880 | 1890 | 1900 | 1910 | 1921 | 1930 | 1950 | 1961 | 1970 | 1980 | 1991 | 2001 | 2011 |
| ------------------------------------------------------------------------ | ---- | ---- | ---- | ---- | ---- | ---- | ---- | ---- | ---- | ---- | ---- | ---- | ---- | ---- |
| Obyvatelé                                                                | 85   | 109  | 90   | 97   | 78   | 90   | 116  | 34   | 32   | 22   | 11   | 10   | 9    | 10   |
| Domy                                                                     | 14   | 14   | 14   | 17   | 15   | 16   | 16   | 17   | —    | 9    | 6    | 10   | 10   | 10   |
| Počet domů z roku 1961 je zahrnut v celkovém počtu domů obce Nové Sedlo. |      |      |      |      |      |      |      |      |      |      |      |      |      |      |

## Pamětihodnosti
- Kaplička Panny Marie a svatého Jana Nepomuckého

## Galerie

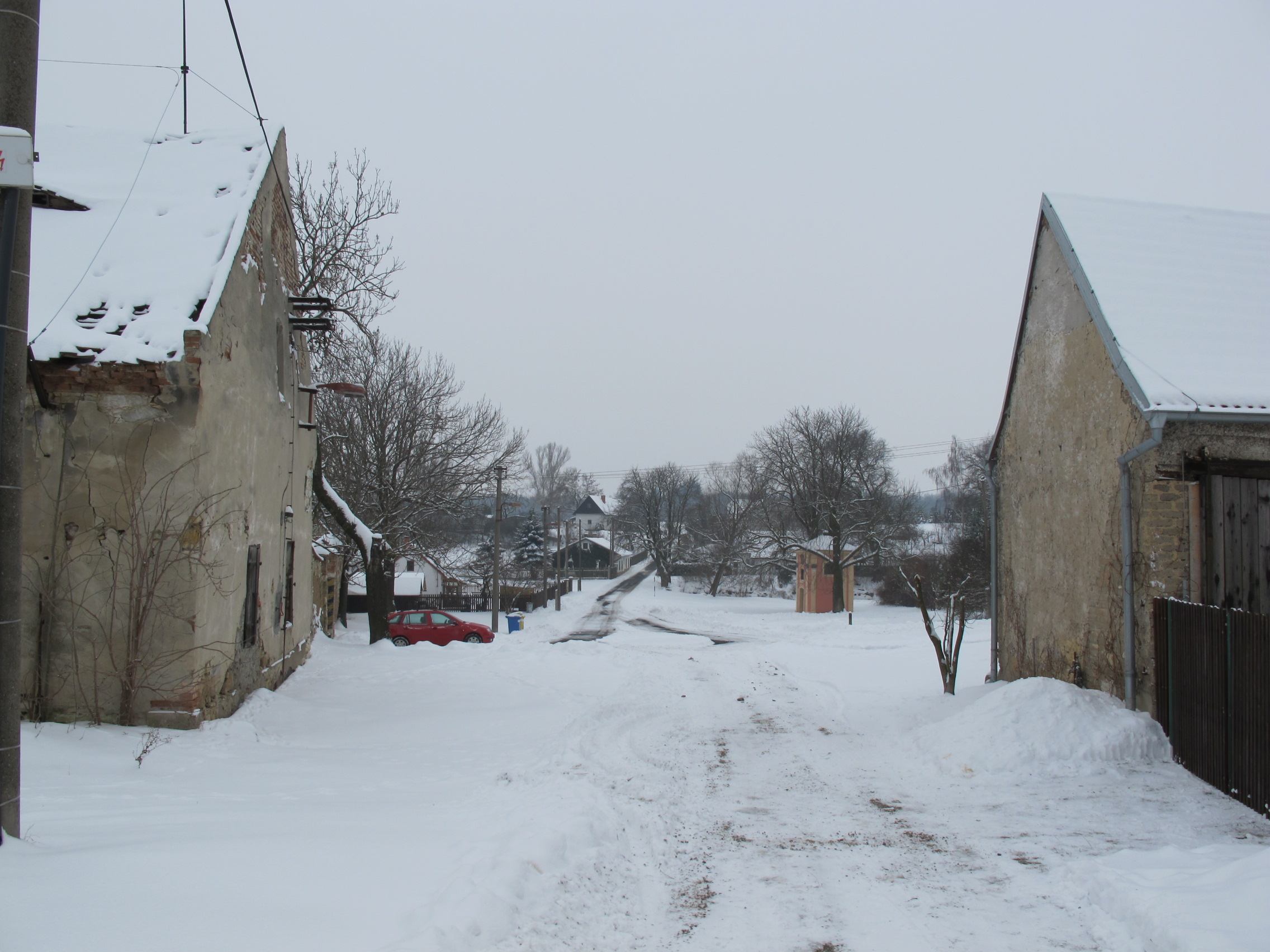
Náves
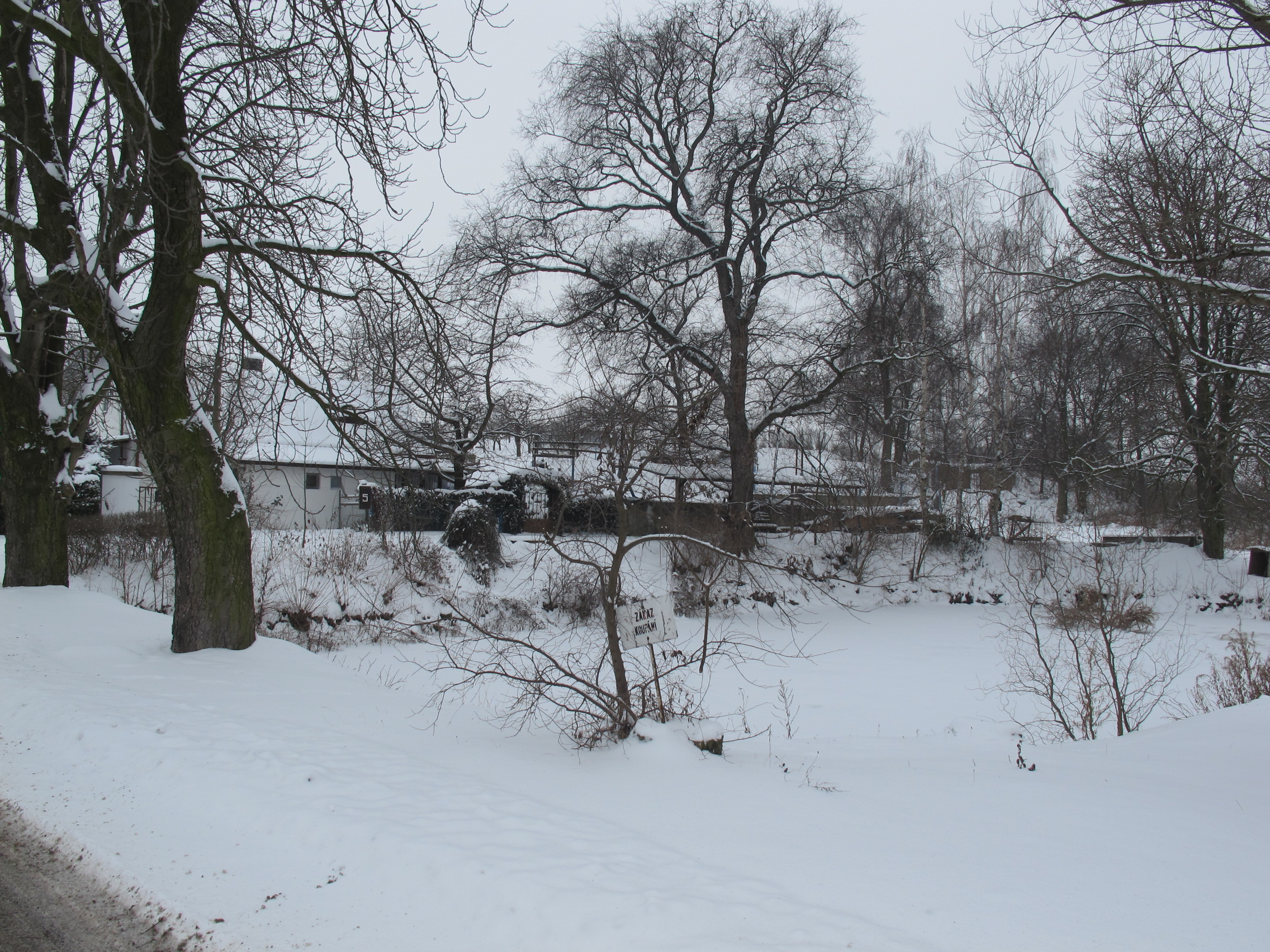
Zamrzlý rybník